# Krteň
Krteň je zaniklá ves na katastrálním území Třebonice (městská část Praha 13) v Praze, mezi Stodůlkami a Třebonicemi (jižně od osady Chaby), z níž se zachoval jen románský kostelík svatého Jana a Pavla se hřbitovem.

## Historie
Ves byla již v raném středověku součástí zdejší husté sítě osad. Zmiňuje se v roce 1434 jako majetek českých králů, kteří byli i patrony zdejšího kostela. V husitských dobách se Krteň stala majetkem svatovítské kapituly, která v roce 1667 připojila Krteň k Chrášťanům a v té době patrně zanikla i zdejší fara. V době po třicetileté válce pravděpodobně zanikla i celá ves. Z osady zůstal do dnešních dob jen osamělý kostelík s dosud používaným hřbitovem na vyvýšeném místě (záznam v ústředním seznamu památek MonumNet však hřbitov ve výčtu parcel označuje jako bývalý). Na hřbitově jsou pohřbeni obyvatelé z Třebonic, Jinočan, Chrášťan a Chab. Prostranství vedle hřbitova je upraveno jako výletní odpočinkové místo, na vršku se nachází též veřejná studna s ruční pumpou. V blízkosti kostela stojí torzo sochy neznámého světce, která je památkově chráněno společně s kostelem a hřbitovem. Na ploše u hřbitova bylo umístěno též novodobé dílo, napodobující kamenný pohanský oltář.
Pozůstatky vsi (případně i knížecího dvora) by se mohly nacházet pod zemí v okolí kostelíka. Archeologický průzkum nebyl dosud proveden.

## Pamětihodnosti

### Kostel svatých Jana a Pavla
Kostel svatých Jana a Pavla byl postaven v pozdně románském slohu v 2. čtvrtině 13. století s pravoúhlým presbytářem a průčelní čtverhrannou věží.
Kostel je zmiňován jako farní kostel v roce 1352 v dokumentu týkajícím se sazby papežského desátku. Z úředních knih pražského arcibiskupství je známa kompletní řada dvanácti zdejších farářů v letech 1358–1422. Kostel je zasvěcen dvojici římských mučedníků z pozdně římské doby, kteří se často uvádějí společně, například v latinské mši (viz Jan a Pavel).
Roku 1575 byl rozšířen o boční loď na severní straně, roku 1699 o sakristii na severním boku presbytáře, v letech 1732–1734 byla zvýšena jeho věž. Roku 1890 byly přístavby přizpůsobeny do novorománského stylu podle návrhu A. Živného. Klenba byla nahrazena kazetovým stropem, severní loď zvýšena a věž přestavěna.
V kněžišti se zachovalo románské okno a na východní stěně uvnitř pozdně románské nástěnné malby z konce 13. století. Představují Křest Kristův, Obětování v chrámě, Josefův sen, Církevní učitelku a symboly evangelistů. Malby v roce 1952. restauroval akademický malíř Miroslav Terš, který také vysvětlil význam vyobrazení. Zařízení je převážně pseudorománské, pouze v boční zdi byl ponechán při přestavbě původní oltář s obrazem od J. Heřmana z roku 1890. V bočních zdech i zvenčí jsou náhrobní kameny z 18. století.
Kostel dodnes tvoří působivou dominantu krajiny. V současné době je v kostelíku jednou ročně, v červnu, sloužena slavnostní poutní mše.

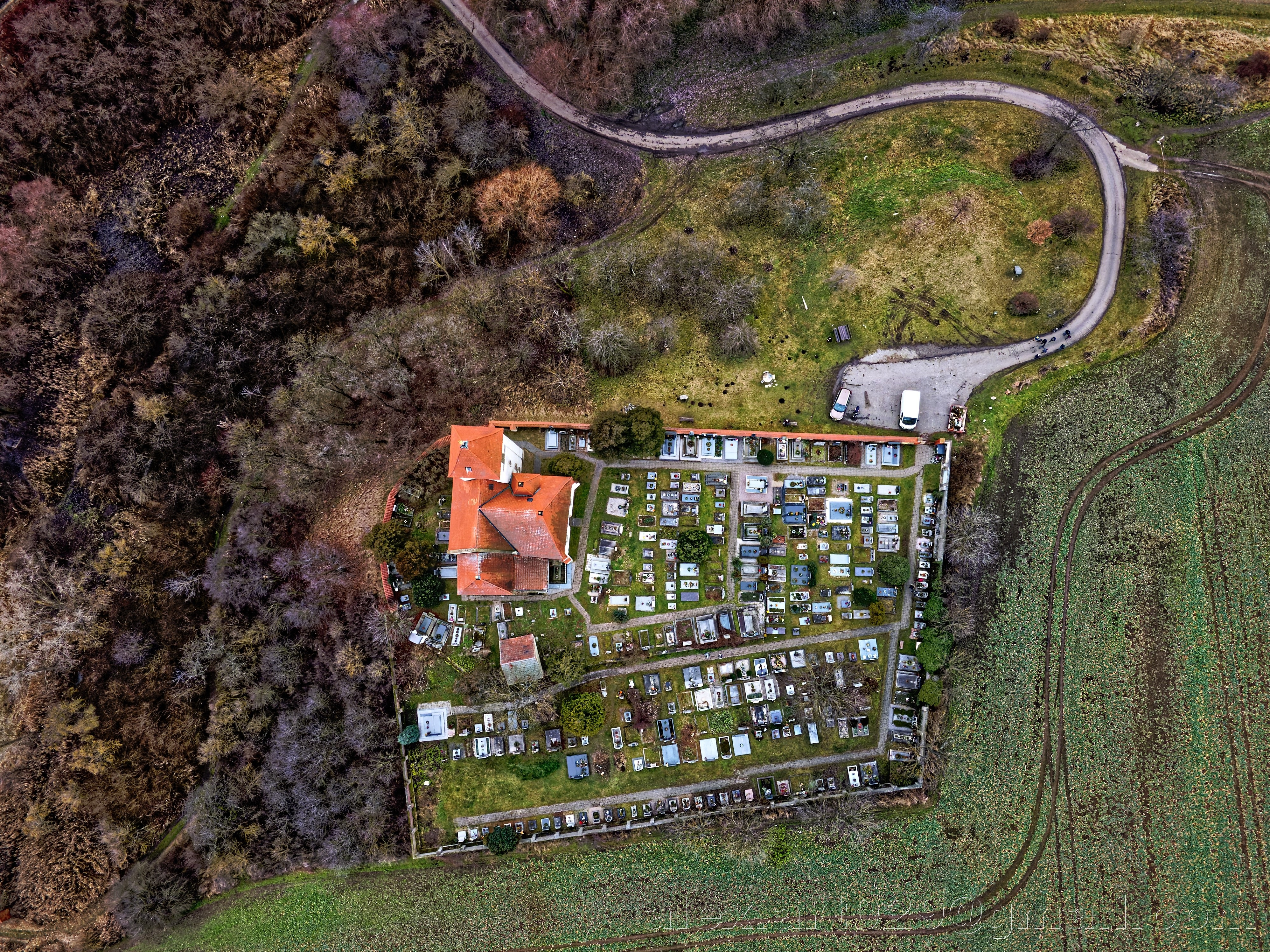
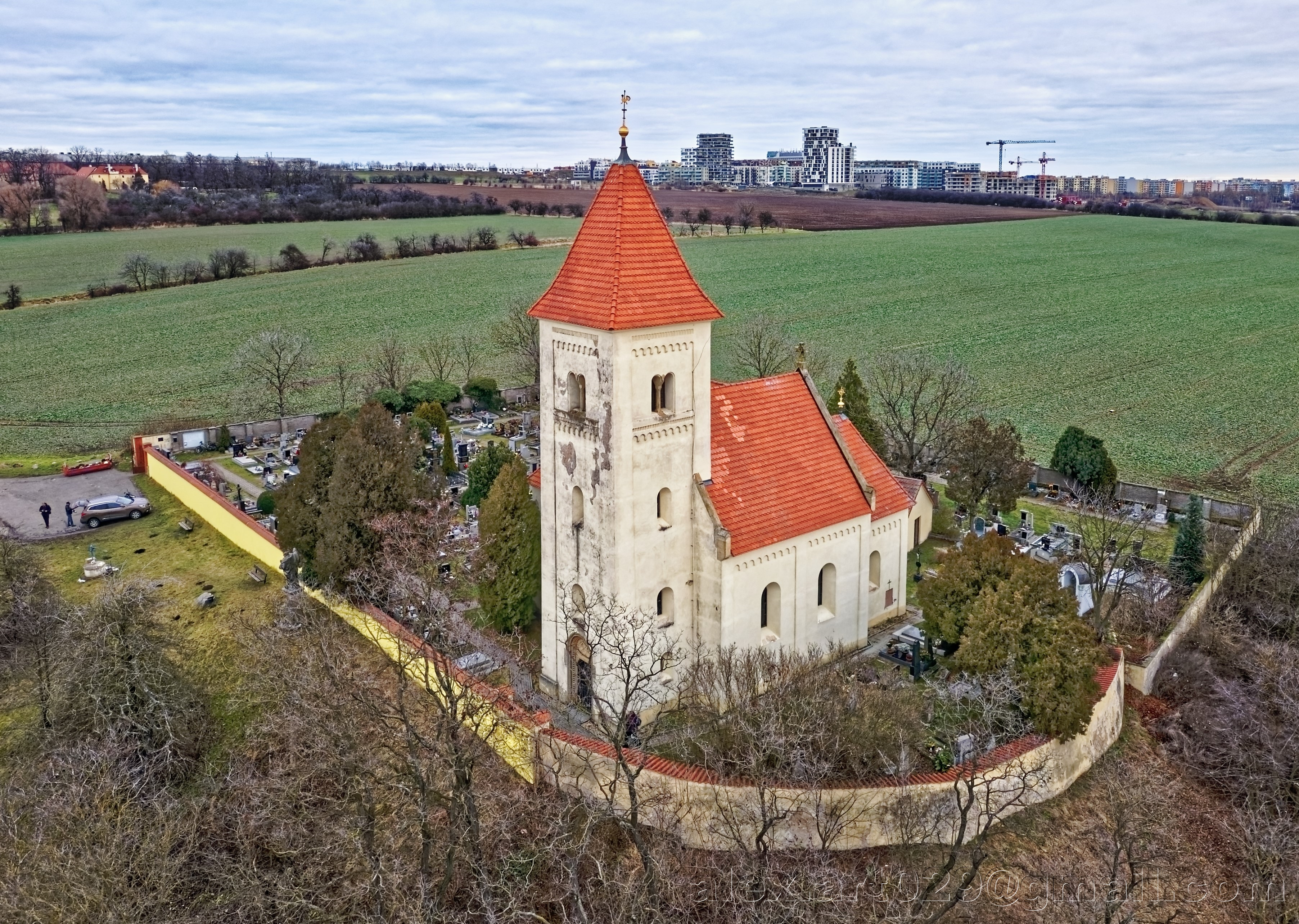
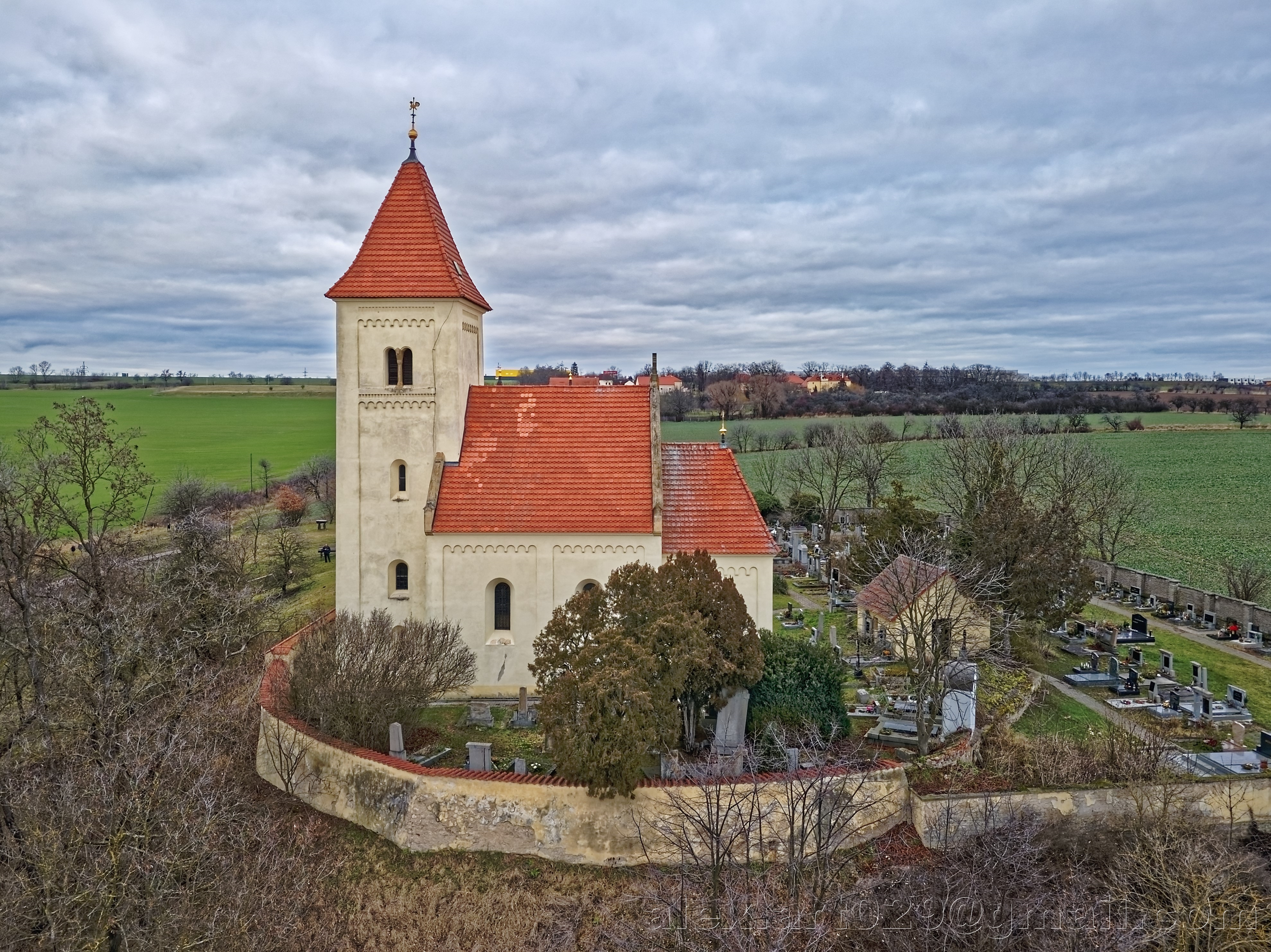
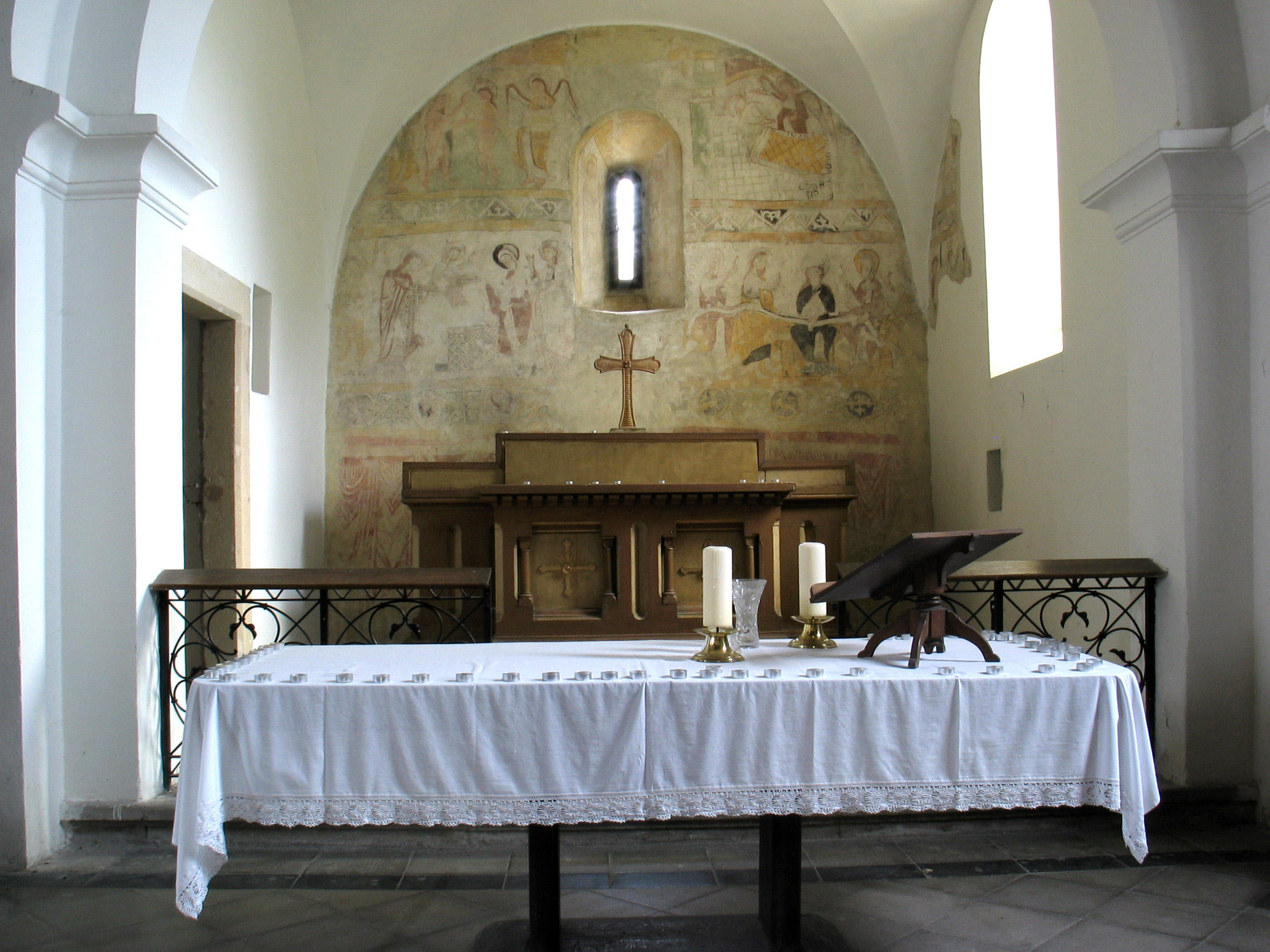
Oltář kostela

### Kamenný stůl

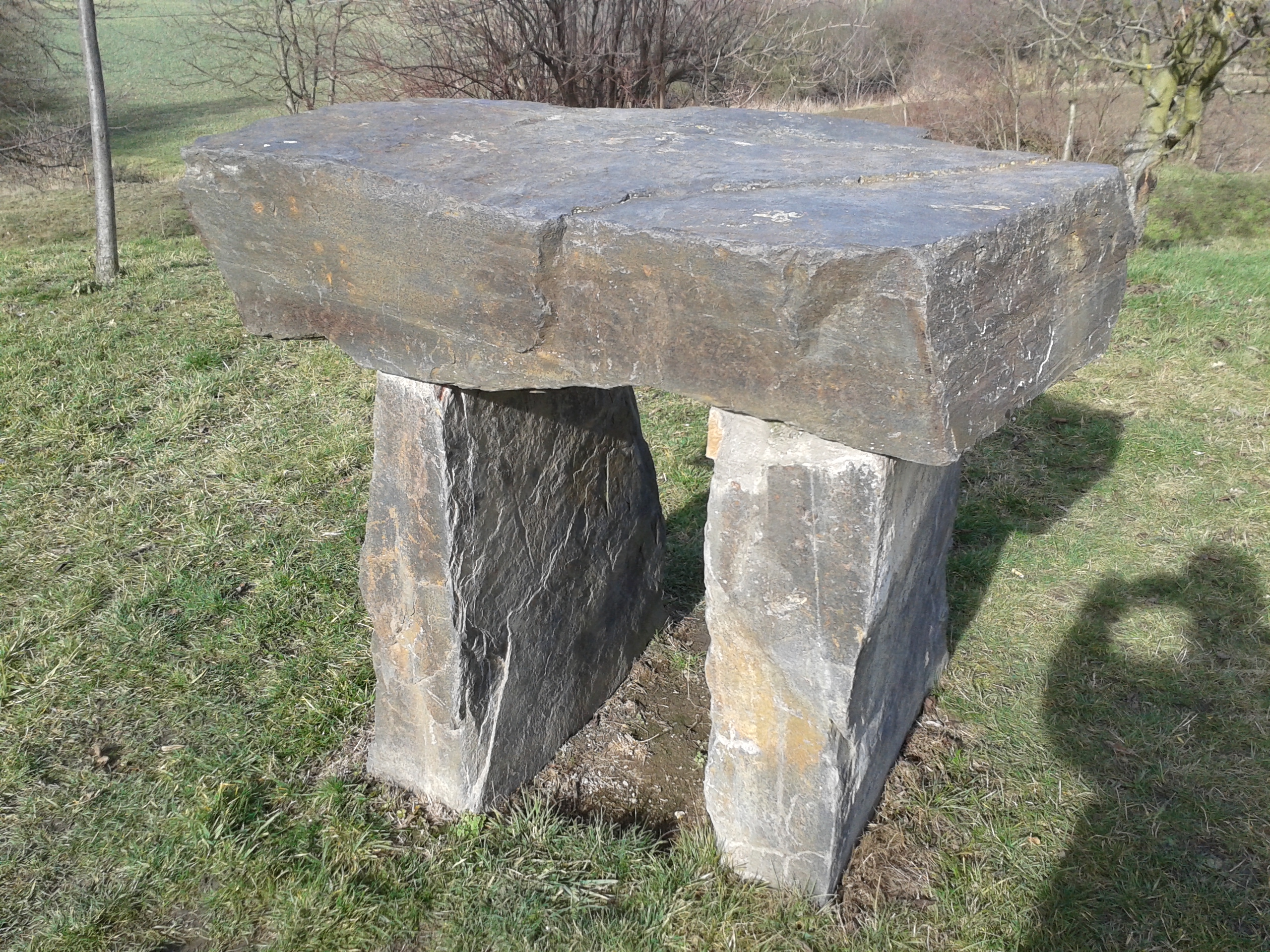
Dolmen "Bel"

Poblíž kostelíka svatého Jana a Pavla byl dne 9. dubna 2010 péčí odboru životního prostředí ÚMČ Praha 13 instalován novodobý dolmen – kamenný stůl "Bel". Skulptura je sestavena z prvohorní ordovické břidlice podle vzoru megalitických staveb dávných civilizací. Je situována na významné energetické linii bývalé královské cesty Pražský hrad – Karlštejn.[zdroj?]

## Legendy
Popelka Biliánová píše, že podle pověstí i zápisů zde bývalo slovanské božiště v posvátném háji. Název vsi podle ní svědčí o tom, že zde byl oslavován Krt neboli Krodo, slovanský bůh blahobytu a bohatství. Podle Biliánové zde jistě už od pohanských dob bývalo menší hradiště, z nějž se ve středověku stal kostelec. Lidová etymologie spojuje název místa s krtčí hromádkou, kterou zdejší kopec může připomínat. Podle Zdeňka Dragouna však původ a historie kostelíka nenasvědčují představám o jeho vzniku na pohanském kultovním místě. Archeologické výzkumy v okolí však dokládají, že tato oblast byla osídlená již od pravěku.
Podle legendy zde v roce 1371 pobývala královna Alžběta Pomořanská, čtvrtá manželka Karla IV. Absolvovala pěší pouť z Karlštejna do Prahy, kde u hrobu svatého Zikmunda obětovala zlato za uzdravení svého manžela. Při zpáteční cestě se právě na Krtni měla dozvědět, že se císař Karel uzdravil. Touto legendou je inspirovaná hypotéza, že zdejší dvorec byl využíván při cestách českých panovníků na Karlštejnsko, a to dokonce již před založením Karlštejna, což by mohlo vysvětlit zvláštní vztah českých panovníků k této osadě a kostelu.